# Shahereservoaren
Shahereservoaren eller Shahe Shuiku (kinesiska: 沙河水库) är en reservoar i Kina.   Den ligger i provinsen Peking, i den nordöstra delen av landet, 26 km norr om huvudstaden Peking. Shahereservoaren ligger 35 meter över havet. Runt Shahereservoaren är det i huvudsak tätbebyggt.